# Gershon Kingsley
Gershon Kingsley (vlastním jménem Götz Gustav Ksinski, 28. října 1922 – 10. prosince 2019) byl německo-americký hudební skladatel, průkopník elektronické hudby a Moogova syntezátoru, člen dua Perrey and Kingsley
Jeho otec byl židovského původu a pocházel z Polska, matka německá katolička, která před svatbou konvertovala k judaismu. Kingsley se stal členem sionistického mládežnického hnutí a ve věku 15 let v roce 1938 emigroval do Palestiny, jen několik dní před křišťálovou nocí, a připojil se k kibucu Ejn Charod v mandátní Palestině. Zde se stal pianistou samoukem a hrál s místními džezovými kapelami kolem Jeruzaléma a Tel Avivu. Vedl skupinu First Moog Quartetand a jako první použil Moogův syntetizátor v živém představení. Připojil se také k židovské osadové policii (Notrim) a také Studoval na hudební konzervatoři v Jeruzalémě.
Jeho rodiče a bratři z Německa utekli na Kubu, odkud se jim nakonec podařilo získat víza do Spojených států, kde se s nimi Kingsley setkal o osm let později.
Jeho kompozice jsou eklektické a nevyzpytatelně se v nich střídá avantgarda a pop. Jeho kariéru populárního hudebníka odstartovalo vydání alba The In Sound from Way Out!, které nahrál s Jean-Jacques Perreym. Duo Perrey - Kingsley pokračovalo nahrávkou Kaleidoscopic Vibrations: Spotlight on the Moog a následně se jejich cesty rozdělily. Kingsley pak nahrál album Music to Moog By, klasické Moog album sestavené hlavně z cover verzí písní Beatles, Ludwiga van Beethovena a Simona a Garfunkela. Jeho další počin, nazvaný First Moog Quartet, je sestavením živých nahrávek z jeho celostátního turné s účastí alespoň čtyř Moog syntetizátorů. Některé z těchto kompozic se nesou v experimentálnějším duchu a stavějí vedle sebe mluvené slovo a beatnickou poezii doprovázenou mimozemskými syntetickými hluky a tóny. Kingsley se později od Moogu přesunul k syntezátorům Fairlight a Synclavier a stal se jedním z jejich prvních uživatelů a propagátorů.
Gershon Kingsley zemřel 10. prosince 2019 ve věku 97 let na Manhattanu v New Yorku.

## Popcorn
Jeho nejslavnější skladba „Popcorn“ v roce 1972 dosáhla v podání skupiny Hot Butter na první místo v žebříčku světových hitparád. Skladba zaznamenala od svého vzniku (1969) díky své chytlavé melodii více než 500 cover verzí  a často je využívána pro ozvučení televizních či rozhlasových programů (např. v ČSSR kolem r. 1980 jako znělka ČT: Vysílání pro školy - matematika). Použili ji kromě jiného i tvůrci sovětského animovaného seriálu Jen počkej! v jeho desátém díle.

## Diskografie
- 1969 Music to Moog By
- 1970 First Moog Quartet
- 2005 Voices from the Shadow
- 2006 God Is a Moog